# Undercover : Mène ton enquête
Undercover : Mène ton enquête (Undercover: Dual Motives) est un jeu vidéo d'aventure en pointer-et-cliquer développé par Sproing Interactive et édité par dtp entertainment, sorti en 2008 sur Nintendo DS.
Il s'agit de la  préquelle de Berlin 1943 : Les Secrets de l'opération Wintersun.

## Accueil
- Adventure Gamers : 1,5/5[1]
- Jeuxvideo.com : 11/20[2]